# Евланов, Сергей Александрович

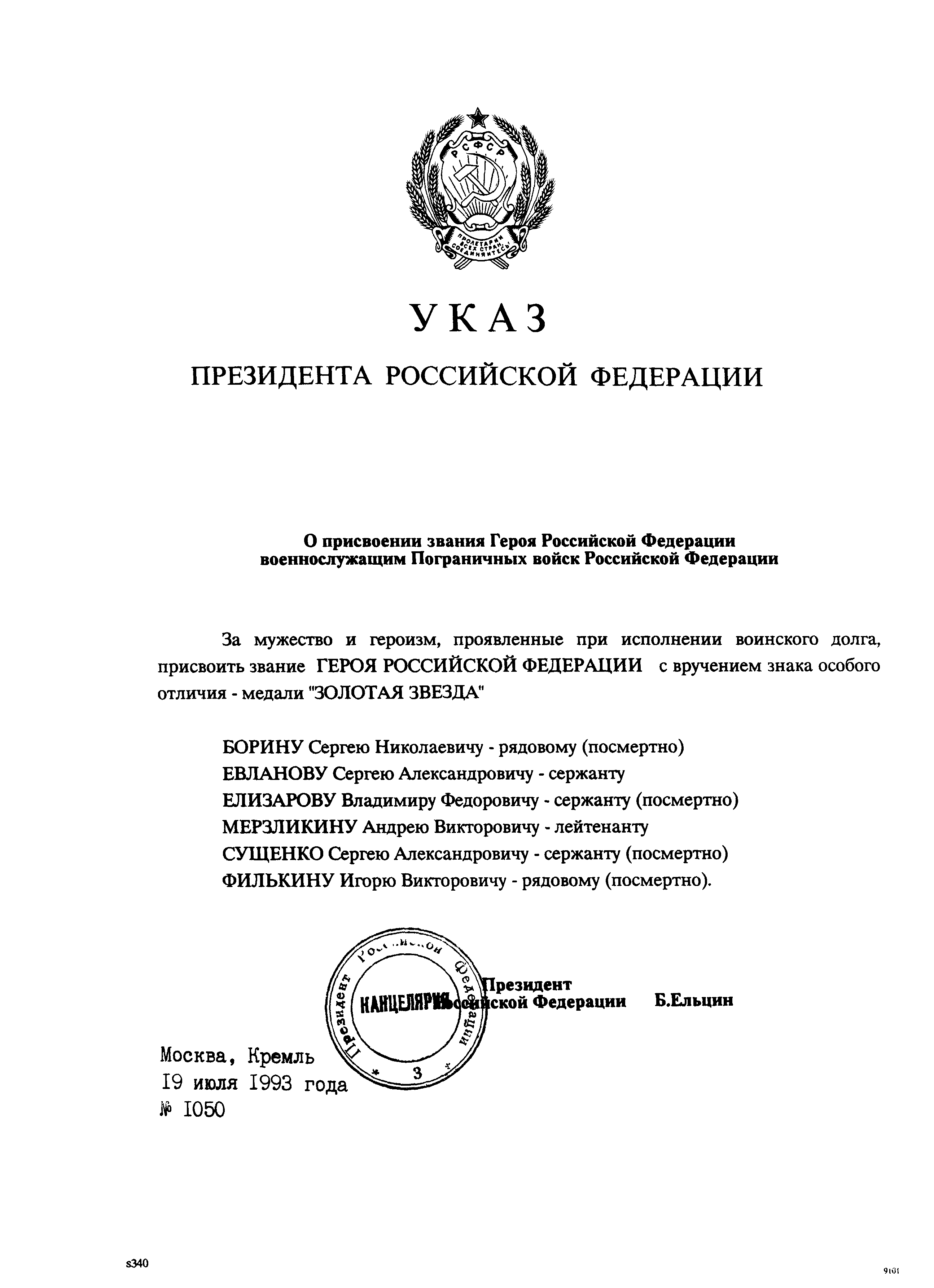
Указ Президента Российской Федерации от 19 июля 1993 года № 1050

Сергей Александрович Евланов (род. 23 мая 1973, Варгаши, Курганская область) — пограничник 12-й заставы Московского пограничного отряда таджикско-афганской границы, Герой Российской Федерации. Ныне живет и работает в Екатеринбурге, председатель Межрегиональной общественной патриотической организации «ПОДВИГ».

## Биография
Сергей Александрович Евланов родился 23 мая 1973 года в рабочей семье в рабочем поселке Варгаши Варгашинского поссовета Варгашинского района Курганской области, ныне посёлок городского типа — административный центр Варгашинского муниципального округа той же области.
Окончил 8 классов в железнодорожной школе № 105 (с 7 июля 2004 года — Варгашинская СОШ №3) и Варгашинское профессиональное училище № 12 (ныне ГБПОУ «Варгашинский профессиональный техникум») по специализации «механизатор». Активно занимался спортом: боксом, хоккеем, баскетболом, волейболом; был чемпионом области по легкоатлетическому кроссу и боксу среди учащихся сельских профтехучилищ.
В декабре 1991 года был призван в пограничные войска КГБ СССР. Служил в Среднеазиатском пограничном округе. Окончил школу сержантского состава в г. Термезе. После учебы в школе 20 июля 1992 года прибыл на 12-ю заставу Московского пограничного отряда таджикско-афганской границы.
В Таджикистане в это время шла гражданская война, через границу с Афганистаном проникали душманы, оказывавшие помощь исламистам.

### Бой на 12-й заставе Московского погранотряда
Рано утром 13 июля 1993 года часовые 12-й погранзаставы обнаружили скрытно приближающихся к заставе боевиков и вступили с ними в бой. После первых выстрелов с окрестных гор по заставе был открыт мощный огонь. Более 250 душманов бросились в атаку. 42 пограничника и 3 военнослужащих 201-й мотострелковой дивизии приняли бой. В числе нападавших был тогда еще неизвестный террорист Хаттаб.
Основными целями нападавших являлись уничтожение заставы и создание плацдарма для дальнейшего крупномасштабного наступления на Кулябском направлении. Кроме того, потери среди российских военнослужащих, предположительно, должны были вызвать резонанс среди общественности России, которая станет требовать вывода всего российского воинского контингента из Таджикистана, что в свою очередь позволит свергнуть законное правительство республики.
В момент нападения на 12-й заставе находились 48 человек: два офицера, два сверхсрочника, 41 солдат и сержант, трое из которых — из полка 201-й мотострелковой дивизии — экипаж боевой машины пехоты (БМП).
В 4:00 пограничный наряд на юго-восточной окраине опорного пункта заставы обнаружил бандитов, которые карабкались по склонам. Застава была поднята по тревоге. Боевики открыли огонь из миномётов, горных орудий, гранатомётов и стрелкового оружия. Они подбили БМП и вывели из строя станковый гранатомёт СПГ-9. Тяжёлое ранение получил начальник пограничной заставы старший лейтенант Михаил Виĸторович Майборода, были убиты и ранены несколько пограничников.
Бой продолжался более 7 часов. Во время боя сержант Евланов прикрывал отход группы оставшихся в живых пограничников. Броском гранаты он уничтожил пулемётный расчет противника, очередью из пулемета снял двух наблюдателей-корректировщиков огня с ближайшей сопки, сам получил ранение.
В бою погибли 22 пограничника и трое военнослужащих 201-й дивизии, боевики потеряли до 70 человек и были отброшены на территорию Исламского Государства Афганистан.
В июле 1993 года присвоено воинское звание старший сержант.
Указом Президента Российской Федерации № 1050 от 19 июля 1993 года за мужество и героизм, проявленные при исполнении воинского долга старшему сержанту Евланову Сергею Александровичу было присвоено звание Героя Российской Федерации с вручением знака особого отличия — медали «Золотая Звезда» (№ 16).

### Дальнейшая судьба
В августе 1993 года вернулся домой.
В 1994 году переехал в пос. Буланаш Артёмовского района Свердловской области.
В 1997 г. Евлановы переехали в Екатеринбург, где Сергей Александрович стал работать в органах службы безопасности, телохранителем.
Заочно окончил Уральский государственный педагогический университет, получил квалификацию социального педагога.
В настоящее время живет и работает в Екатеринбурге. 
Был помощником депутата Екатеринбургской городской думы, инструктором детской спортивной секции регионального отделения ДОСААФ России в Свердловской области.
С июня 2016 года является председателем Межрегиональной общественной патриотической организации «ПОДВИГ», город Екатеринбург.

## Награды
- Герой Российской Федерации, 19 июля 1993 года
  - Медаль «Золотая Звезда» № 16, вручена в октябре 1993 года
- 12-й заставе Московского погранотряда присвоено имя «Застава 25 героев», 1 ноября 1993 года
- Доска Славы, открыта 3 сентября 2018 года на фасаде МКОУ «Варгашинская средняя общеобразовательная школа № 3», в которой Сергей Евланов учился в 1980—1988 годах[4][5] — 55°22′27″ с. ш. 65°48′52″ в. д.HGЯO

## Семья
- Отец Александр Федорович — шофёр[6]
- Мать Тамара Васильевна — строитель
- Жена Оксана Анатольевна
  - Сын Денис (род. 1995)
  - Дочь (род. 2011).